# Lista de fósseis de transição
Esta é uma lista ainda muito provisória de fósseis de transição (restos fósseis de uma criatura que exibe traços primitivos quando comparada com formas de vida com maior derivação com a qual está relacionada).  Uma lista ideal apenas incluiria "verdadeiros" fósseis de transição, isto é, formas de vida morfologicamente semelhantes aos ancestrais do grupo monofilético contendo as formas relacionadas dela derivadas, e não formas intermediárias. O artigo sobre fósseis de transição explica a diferença entre estes e as formas intermediárias. Uma vez que todas as espécies estão em transição devido à selecção natural, o próprio termo "fóssil de transição" é na sua essência uma incorrecção. No entanto, os fósseis listados representam passos significativos na evolução das maiores características das várias linhagens de vertebrados, enquadrando-se assim no uso comum do termo.

## NautilóidesaAmonóides
| Série Evolutiva Nautilóides → Amonóides | Série Evolutiva Nautilóides → Amonóides | Série Evolutiva Nautilóides → Amonóides                      | Série Evolutiva Nautilóides → Amonóides | Série Evolutiva Nautilóides → Amonóides | Série Evolutiva Nautilóides → Amonóides |
| Aspecto                                 | Taxa                                    | Relações                                                     | Estado                                  | Descrição                               | Imagem                                  |
| --------------------------------------- | --------------------------------------- | ------------------------------------------------------------ | --------------------------------------- | --------------------------------------- | --------------------------------------- |
| >500 Ma                                 | Subclasse: - Nautiloidea                |                                                              |                                         |                                         |                                         |
| 390 Ma                                  | Ordem: - Bactritida                     | - Membro dos nautilóides. - Ancestral directo dos amonóides. |                                         |                                         |                                         |
| 370 Ma                                  | Subclasse: - Ammonoidea                 | - Descendentes directos dos Bactirida.                       |                                         |                                         |                                         |

## InvertebradosaPeixes
| Série Evolutiva Invertebrados → Peixes | Série Evolutiva Invertebrados → Peixes | Série Evolutiva Invertebrados → Peixes                         | Série Evolutiva Invertebrados → Peixes | Série Evolutiva Invertebrados → Peixes | Série Evolutiva Invertebrados → Peixes |
| Aspecto                                | Taxa                                   | Relações                                                       | Estado                                 | Descrição | Imagem                                 |
| -------------------------------------- | -------------------------------------- | -------------------------------------------------------------- | -------------------------------------- | --- | -------------------------------------- |
| ??? Ma                                 | Género: - Pikaia                       |                                                                |                                        | Semelhantes a lancetas. São os mais antigos antepassados dos vertebrados modernos Características de vertebrados - Proto-notocórdio muito primitivo. |                                        |
| ??? Ma                                 | Classe: - Conodont                     | Possuem raios finos, músculos em forma de divisa e notocórdio. |                                        | |                                        |
| ??? Ma                                 | Género: - Haikouichthys                |                                                                |                                        | |                                        |
| ??? Ma                                 | Género: - Arandaspis                   |                                                                |                                        | |                                        |
| ??? Ma                                 | Género: - Birkenia                     |                                                                |                                        | |                                        |

## PeixesaTetrápodes
| Série Evolutiva Peixes → Tetrápodes | Série Evolutiva Peixes → Tetrápodes | Série Evolutiva Peixes → Tetrápodes | Série Evolutiva Peixes → Tetrápodes | Série Evolutiva Peixes → Tetrápodes | Série Evolutiva Peixes → Tetrápodes |
| Aspecto                             | Taxa                                | Relações                            | Estado                              | Descrição                           | Imagem                              |
| ----------------------------------- | ----------------------------------- | ----------------------------------- | ----------------------------------- | ----------------------------------- | ----------------------------------- |
| ??? Ma                              | Género: - Osteolepis                |                                     |                                     |                                     |                                     |
| 385 Ma                              | Género: - Eusthenopteron            |                                     |                                     |                                     |                                     |
| 380 Ma                              | Género: - Panderichthys             |                                     |                                     |                                     |                                     |
| 375 Ma                              | Género: - Tiktaalik                 |                                     |                                     |                                     |                                     |
| 368 Ma                              | Género: - Elginerpeton              |                                     |                                     |                                     |                                     |
| 368 Ma                              | Género: - Obruchevichthys           |                                     |                                     |                                     |                                     |
| 365 Ma                              | Género: - Acanthostega              |                                     |                                     |                                     |                                     |
| 365 Ma                              | Género: - Ichthyostega              |                                     |                                     |                                     |                                     |
| 360 Ma                              | Género: - Hynerpeton                |                                     |                                     |                                     |                                     |
| ??? Ma                              | Género: - Tulerpeton                |                                     |                                     |                                     |                                     |
| ??? Ma                              | Género: - Pederpes                  |                                     |                                     |                                     |                                     |
| 295 Ma                              | Género: - Eryops                    |                                     |                                     |                                     |                                     |

## AnfíbiosaAmniotas(répteisprimitivos)
| Série Evolutiva Tetrápodes → Répteis | Série Evolutiva Tetrápodes → Répteis | Série Evolutiva Tetrápodes → Répteis | Série Evolutiva Tetrápodes → Répteis | Série Evolutiva Tetrápodes → Répteis | Série Evolutiva Tetrápodes → Répteis |
| Aspecto                              | Taxa                                 | Relações                             | Estado                               | Descrição                            | Imagem                               |
| ------------------------------------ | ------------------------------------ | ------------------------------------ | ------------------------------------ | ------------------------------------ | ------------------------------------ |
| ??? Ma                               | Género: - Proterogyrinus             |                                      |                                      |                                      |                                      |
| ??? Ma                               | Género: - Limnoscelis                |                                      |                                      |                                      |                                      |
| ??? Ma                               | Género: - Tseajaia                   |                                      |                                      |                                      |                                      |
| ??? Ma                               | Género: - Solenodonsaurus            |                                      |                                      |                                      |                                      |
| 315 Ma                               | Género: - Hylonomus                  |                                      |                                      |                                      |                                      |
| ??? Ma                               | Género: - Paleothyris                |                                      |                                      |                                      |                                      |

## Sinápsida("répteis semelhantes a mamíferos") aMamíferos
| Série Evolutiva Sinápsida → Mamíferos | Série Evolutiva Sinápsida → Mamíferos | Série Evolutiva Sinápsida → Mamíferos | Série Evolutiva Sinápsida → Mamíferos | Série Evolutiva Sinápsida → Mamíferos | Série Evolutiva Sinápsida → Mamíferos |
| Aspecto                               | Taxa                                  | Relações                              | Estado                                | Descrição                             | Imagem                                |
| ------------------------------------- | ------------------------------------- | ------------------------------------- | ------------------------------------- | ------------------------------------- | ------------------------------------- |
| ??? Ma                                | Género: - Protoclepsydrops            |                                       |                                       |                                       |                                       |
| ??? Ma                                | Género: - Clepsydrops                 |                                       |                                       |                                       |                                       |
| 265 Ma                                | Género: - Dimetrodon                  |                                       |                                       |                                       |                                       |
| ??? Ma                                | Género: - Procynosuchus               |                                       |                                       |                                       |                                       |
| 248-245 Ma                            | Género: - Thrinaxodon                 |                                       |                                       |                                       |                                       |
| 205 Ma                                | Género: - Morganucodon                |                                       |                                       |                                       |                                       |
| 125 Ma                                | Género: - Yanoconodon                 |                                       |                                       |                                       |                                       |

## DinossaurosaAves
| Série Evolutiva Dinossauros → Aves | Série Evolutiva Dinossauros → Aves | Série Evolutiva Dinossauros → Aves | Série Evolutiva Dinossauros → Aves | Série Evolutiva Dinossauros → Aves | Série Evolutiva Dinossauros → Aves |
| Aspecto                            | Taxa                               | Relações                           | Estado                             | Descrição                          | Imagem                             |
| ---------------------------------- | ---------------------------------- | ---------------------------------- | ---------------------------------- | ---------------------------------- | ---------------------------------- |
| 125 Ma                             | Género: - Yixianosaurus            |                                    |                                    |                                    |                                    |
| 140-168 Ma                         | Género: - Pedopenna                |                                    |                                    |                                    |                                    |
| 155–150 Ma                         | Género: - Archaeopteryx            |                                    |                                    |                                    |                                    |
| 120 Ma                             | Género: - Confuciusornis           |                                    |                                    |                                    |                                    |
| 93.5-75 Ma                         | Género: - Ichthyornis              |                                    |                                    |                                    |                                    |

## Evolução das baleias
| Série Evolutiva das baleias | Série Evolutiva das baleias | Série Evolutiva das baleias | Série Evolutiva das baleias | Série Evolutiva das baleias | Série Evolutiva das baleias |
| Appearance                  | Taxa                        | Relationships               | Status                      | Description                 | Image                       |
| --------------------------- | --------------------------- | --------------------------- | --------------------------- | --------------------------- | --------------------------- |
|                             | Género: - Pakicetus         |                             |                             |                             |                             |
|                             | Género: - Ambulocetus       |                             |                             |                             |                             |
|                             | Género: - Kutchicetus       |                             |                             |                             |                             |
|                             | Género: - Artiocetus        |                             |                             |                             |                             |
|                             | Género: - Dorudon           |                             |                             |                             |                             |
|                             | Género: - Aetiocetus        |                             |                             |                             |                             |
|                             | Género: - Basilosaurus      |                             |                             |                             |                             |
|                             | Género: - Eurhinodelphis    |                             |                             |                             |                             |
|                             | Género: - Mammalodon        |                             |                             |                             |                             |

## Evolução do cavalo
| Série Evolutiva Hyracotherium → Equus | Série Evolutiva Hyracotherium → Equus | Série Evolutiva Hyracotherium → Equus | Série Evolutiva Hyracotherium → Equus | Série Evolutiva Hyracotherium → Equus | Série Evolutiva Hyracotherium → Equus |
| Aspecto                               | Taxa                                  | Relações                              | Estado                                | Descrição                             | Imagem                                |
| ------------------------------------- | ------------------------------------- | ------------------------------------- | ------------------------------------- | ------------------------------------- | ------------------------------------- |
|                                       | Género: - Hyracotherium               |                                       |                                       |                                       |                                       |
|                                       | Género: - Mesohippus                  |                                       |                                       |                                       |                                       |
|                                       | Género: - Parahippus                  |                                       |                                       |                                       |                                       |
|                                       | Género: - Merychippus                 |                                       |                                       |                                       |                                       |
|                                       | Género: - Pliohippus                  |                                       |                                       |                                       |                                       |
|                                       | Género: - Equus                       |                                       |                                       |                                       |                                       |

## Evolução humana
| Série Evolucion Humana | Série Evolucion Humana                  | Série Evolucion Humana                       | Série Evolucion Humana | Série Evolucion Humana | Série Evolucion Humana |
| Aspecto                | Taxa                                    | Relações                                     | Estado                 | Descrição              | Imagem                 |
| ---------------------- | --------------------------------------- | -------------------------------------------- | ---------------------- | ---------------------- | ---------------------- |
| 47 Mya                 | Darwinius masillae                      | forma de transição entre prossímios e símios |                        |                        |                        |
|                        | Espécie: - Pierolapithecus catalaunicus |                                              |                        |                        |                        |
|                        | Género: - Ardipithecus                  |                                              |                        |                        |                        |
|                        | Género: - Australopithecus              |                                              |                        |                        |                        |
|                        | Espécie: - Homo rudolfensis             |                                              |                        |                        |                        |
|                        | Espécie: - Homo habilis                 |                                              |                        |                        |                        |
|                        | Espécie: - Homo erectus                 |                                              |                        |                        |                        |